# Requiem for an Almost Lady
Requiem for an Almost Lady ist ein 1971 zunächst nur in Großbritannien, Deutschland und Schweden veröffentlichtes Studioalbum des amerikanischen Country- und Folk-Sängers Lee Hazlewood (1929–2007). Erst 1999 wurde es vom Independent-Label Smells Like Records auch in den USA veröffentlicht.
Es stellt in gewisser Hinsicht ein Konzeptalbum dar; wie schon der Titel vermuten lässt, drehen sich die 10 Songs um verflossene Liebschaften. Das Arrangement beschränkt sich fast durchweg auf Gitarre, Bass und Hazlewoods Bariton-Gesang.

## Titelliste
1. "I'm Glad I Never..." – 1:04
2. "If It's Monday Morning" – 3:54
3. "L.A. Lady" – 2:20
4. "Won't You Tell Your Dreams" – 3:52
5. "I'll Live Yesterdays" – 2:50
6. "Little Miss Sunshine (Little Miss Rain)" – 2:33
7. "Stone Lost Child" – 2:02
8. "Come on Home to Me" – 2:58
9. "Must Have Been Something I Loved" – 1:40
10. "I'd Rather Be Your Enemy" – 2:12